# Croton odoratus
Espèce
Classification APG III (2009)
Croton odoratus est une espèce de plantes à fleurs du genre Croton et de la famille des Euphorbiaceae, présente au Brésil (Fernando de Noronha dépendant de l'État du Pernambouc).